# Estação Praça Seca
A Estação Praça Seca é uma parada do BRT TransCarioca localizada no bairro da Praça Seca, no município do Rio de Janeiro.

## Histórico
Para a construção da parada, inicialmente foi necessário alargar a Rua Cândido Benício, que no trecho da Praça Seca (local da estação) contava com duas faixas em cada sentido e uma baia de paralelepípedo para embarque e desembarque de passageiros no ponto de ônibus existente na praça. Para tanto, em maio de 2013 parte da via foi interditada e o tráfego e pontos de ônibus transferidos para as ruas do entorno.
Esse esquema se estendeu até o início do ano de 2014, quando a via foi totalmente liberada. A partir disso, os trabalhos se concentraram na construção da parada (formação da base de cimento da plataforma, colocação das estruturas metálicas e piso - inclusive piso tátil, instalações de cadeiras e roletas, iluminação, bilheterias e sinalização). Depois houve a ressincronização dos semáforos do entorno, sinalização horizontal e a colocação de grades no canteiro central para evitar a travessia incorreta de pedestres.
Por fim, a estação foi inaugurada no dia 26 de julho de 2014 com os serviços Alvorada - Madureira (Expresso e Parador).

## Origem do nome da estação
Por estar inserida entre os dois lados da Praça Seca, que dá origem ao nome do bairro, a parada foi homenageada com o nome da praça. A Praça Seca era chamada no início da colonização da região de Jacarepaguá como Largo de Visconde de Asseca, na qual era uma homenagem ao 4º Visconde de Asseca, que construiu, no século XVIII, na área da atual praça um jardim, que depois de pronto foi doado a comunidade. Ele ainda promoveu a urbanização do bairro.

## Localização
A Estação Praça Seca é localizada no canteiro central da Rua Cândido Benício, em frente aos dois lados da Praça Seca. No entorno da estação e da referida praça existe uma filial do Supermercados Extra e SuperMarket, três lojas das Drogarias Pacheco, agências bancárias das bandeiras HSBC, Caixa, Itaú (duas agências), Bradesco, Banco do Brasil, uma casa Lotérica, curso de idiomas Wizard, uma loja da rede de lanchonetes Subway e da empresa de telefonia Nextel,  duas escolas municipais: Dom Armando Lombardi (ao lado do Supermercado Extra) e Honduras (ao lado do Banco do Brasil) e duas igrejas evangélicas (Universal do Reino de Deus e Batista Barão de Taquara). Ainda há diversos outros estabelecimentos comerciais como óticas, salão de beleza, papelaria, açougue, lanchonete e consultórios.

## Acessos
Existem dois acessos à Estação Praça Seca:
- Travessia de pedestres sobre a Rua Cândido Benício, em frente à Rua Barão
- Travessia de pedestres sobre a Rua Cândido Benício, em frente à Rua Baronesa

## Serviços existentes e horário de funcionamento
Segundo o site oficial da administradora do BRT, existem as seguintes linhas (serviços) que atendem a estação:
- Alvorada - Madureira (Parador): das 04h às 23h (de segunda à domingo)
- Alvorada - Fundão (Parador): das 23h às 05h (de segunda a sábado) e 24 horas (domingos)
- Alvorada - Madureira (Expresso): das 05h às 23h (de segunda a sábado)
- Alvorada - Fundão (Expresso) - das 05h às 23h (de segunda a domingo)

Por causa destes serviços, a parada funciona 24 horas por dia em todos os dias da semana, mas cada bilheteria funciona em horários diferentes, sejam os seguintes:
- Em frente à Rua Barão - 24 horas por dia, em todos os dias da semana
- Em frente à Rua Baronesa - das 06h às 22h, em todos os dias da semana

## Integração com as linhas alimentadoras
Nas imediações da estação não foi construído um Terminal para abrigar linhas alimentadoras, a exemplo das estações Tanque (Terminal Mestre Candeia) e Taquara (Terminal Bandeira Brasil). A integração com as linhas alimentadoras é feita nos pontos de ônibus na Rua Cândido Benício, em frente a Praça Seca e da Estação. Atualmente existe a seguinte linha que faz integração com a Estação Praça Seca:
| Número | Linha                           |
| ------ | ------------------------------- |
| 875A   | Praça Seca X Chácara (Circular) |